# Menowatt
La Menowatt è stata un'azienda produttrice di elettrodomestici professionali e di consumo. Il suo logo era un quadrifoglio stilizzato. Il disegno della scritta - in caratteri semplificati - era parte integrante del logo, e veniva sottolineata da un doppio tratto ondulato. Nell'ultimo periodo di attività, furono utilizzati anche tipi di logo e caratteri differenti.

## Storia

### Gli inizi
Fondata nel secondo dopoguerra a Firenze da Chierici e Salvi, si dedicò fin dai propri esordi alla progettazione ed alla vendita di elettrodomestici, sia professionali che per il pubblico.
Raggiunse la propria massima espansione fra la fine degli anni cinquanta e i primi anni settanta, al punto da essere considerata, ancora nel 1971, fra le principali aziende italiane del settore - fra le poche, al pari di Wonder Neovolta, di tipologia semi-artigianale con esportazioni in tutto il mondo.
Nonostante ciò, con i profondi cambiamenti del mercato e le importazioni di prodotti dall'estero (soprattutto dall'Asia) avvenute negli anni settanta, Menowatt assistette ad un progressivo declino nelle vendite. Piuttosto che delocalizzare la produzione, Menowatt optò per la prosecuzione nazionale della produzione di elettrodomestici per il mercato professionale o semiprofessionale, fino ai primi anni del terzo millennio.

### Produzione
Nel proprio percorso industriale, Menowatt progettò svariate tipologie di elettrodomestici di piccole e medie dimensioni. Una peculiarità dell'azienda fu quella di rivolgersi sia al mercato dei professionisti che a quello casalingo. Esistevano quindi linee di prodotti parallele, laddove le esperienze accumulate in ambito pro venivano utilizzate anche per gli oggetti a basso costo.
Molti gli esempi: nei ferri da stiro, i sistemi stiranti pro a carica continua adottarono innovazioni trasferite anche sui ferri da viaggio e da casa. Menowatt produsse anche apparecchi tostapane, stufe elettriche, fornelli gas ed elettrici, ventilatori da tavolo e da soffitto, aspirapolvere ed aspiraliquidi, lucidatrici.
Fra i tanti brevetti depositati, si ricorda quello - risalente agli anni sessanta - di uno dei primi ferri da stiro italiani "a vapore controllato" (denominato TVA). Fra i prodotti interessanti di tale decennio, la spazzola aspirante elettrica ed il termoforo (una coperta riscaldata elettricamente).
Nonostante l'ampia produzione e la qualità dei prodotti professionali, gli oggetti della Menowatt, privi di interesse come prodotti di design, sono pressoché scomparsi dall'immaginario collettivo e difficilmente entrati fra i prodotti da collezione.
Fanno eccezione i phon, soprattutto quelli professionali. Menowatt è infatti ricordata per i phon in alluminio ad alto wattaggio da parrucchiere; phon che - semplificati - vennero venduti anche per l'uso domestico.